# Piotr Hoffman
Piotr Hoffman herbu Rota – rotmistrz i komendant Chorągwi Węgierskiej Laski Marszałkowskiej Koronnej od 1790 roku, nobilitowany w 1791 roku.